# Wahlergebnisse österreichischer Bundespräsidentenwahlen
Die Bundespräsidenten werden in Österreich seit 1951 von der Bevölkerung in direkter Wahl bestimmt. Grundlage dafür ist das Bundespräsidentenwahlgesetz.
Als gewählt gilt derjenige Kandidat, der mehr als 50 % der abgegebenen, gültigen Stimmen auf sich vereinen kann. Erreicht im ersten Wahlgang kein Kandidat diese Marke, wird eine Stichwahl mit den beiden stimmenstärksten Kandidaten des ersten Wahlganges durchgeführt.

## Ergebnisse der Bundespräsidentwahlen seit 1951

### Übersicht
| Jahr | Wahl- gang | Wahl- berechtigte | abgegebene Stimmen | Wahl- beteiligung | ungültige Stimmen | ungültige Stimmen | gültige Stimmen | Kandi- daten |
| ---- | ---------- | ----------------- | ------------------ | ----------------- | ----------------- | ----------------- | --------------- | ------------ |
| 1951 | 1          | 4.513.597         | 4.370.574          | 96,8 %            | 72.227            | 1,65 %            | 4.298.347       | 6            |
| 1951 | 2          | 4.513.597         | 4.373.194          | 96,9 %            | 188.241           | 4,30 %            | 4.184.953       | 2            |
| 1957 | 1          | 4.630.997         | 4.499.565          | 97,2 %            | 81.706            | 1,82 %            | 4.417.859       | 2            |
| 1963 | 1          | 4.869.603         | 4.654.657          | 95,6 %            | 190.537           | 4,09 %            | 4.464.120       | 3            |
| 1965 | 1          | 4.874.928         | 4.679.427          | 96,0 %            | 94.103            | 2,01 %            | 4.585.324       | 2            |
| 1971 | 1          | 5.024.324         | 4.787.706          | 95,3 %            | 75.658            | 1,58 %            | 4.712.048       | 2            |
| 1974 | 1          | 5.031.772         | 4.733.016          | 94,1 %            | 102.179           | 2,16 %            | 4.630.837       | 2            |
| 1980 | 1          | 5.215.875         | 4.779.054          | 91,6 %            | 348.165           | 7,29 %            | 4.430.889       | 3            |
| 1986 | 1          | 5.436.846         | 4.864.709          | 89,5 %            | 144.729           | 2,98 %            | 4.719.980       | 4            |
| 1986 | 2          | 5.436.846         | 4.745.849          | 87,3 %            | 174.039           | 3,67 %            | 4.571.810       | 2            |
| 1992 | 1          | 5.676.903         | 4.788.894          | 84,4 %            | 143.717           | 3,00 %            | 4.645.177       | 4            |
| 1992 | 2          | 5.676.903         | 4.592.932          | 80,9 %            | 149.546           | 3,26 %            | 4.443.386       | 2            |
| 1998 | 1          | 5.848.584         | 4.351.272          | 74,4 %            | 181.953           | 4,18 %            | 4.169.319       | 5            |
| 2004 | 1          | 6.030.982         | 4.318.439          | 71,6 %            | 182.423           | 4,22 %            | 4.136.016       | 2            |
| 2010 | 1          | 6.355.800         | 3.404.646          | 53,6 %            | 242.682           | 7,13 %            | 3.161.964       | 3            |
| 2016 | 1          | 6.382.507         | 4.371.825          | 68,5 %            | 92.655            | 2,12 %            | 4.279.170       | 6            |
| 2016 | 2          | 6.399.607         | 4.749.339          | 74,2 %            | 151.786           | 3,20 %            | 4.597.553       | 2            |
| 2022 | 1          | 6.363.489         | 4.148.079          | 65,2 %            | 91.348            | 2,20 %            | 4.056.731       | 7            |

### Details 1951
| Wahlgang     | Kandidat                  | Partei1    | gültige Stimmen | Anteil  |
| ------------ | ------------------------- | ---------- | --------------- | ------- |
| 1. (6. Mai)  | Heinrich Gleißner         | ÖVP        | 1.725.451       | 40,14 % |
| 1. (6. Mai)  | Theodor Körner            | SPÖ        | 1.682.881       | 39,15 % |
| 1. (6. Mai)  | Burghard Breitner         | VdU        | 662.501         | 15,41 % |
| 1. (6. Mai)  | Gottlieb Fiala            | KPÖ        | 219.969         | 5,12 %  |
| 1. (6. Mai)  | Johannes Ude              | unabhängig | 5.413           | 0,13 %  |
| 1. (6. Mai)  | Ludovica Hainisch-Marchet | unabhängig | 2.132           | 0,05 %  |
| 2. (27. Mai) | Theodor Körner            | SPÖ        | 2.178.631       | 52,06 % |
| 2. (27. Mai) | Heinrich Gleißner         | ÖVP        | 2.006.322       | 47,94 % |

### Details 1957
| Wahlgang    | Kandidat      | Partei1 | gültige Stimmen | Anteil  |
| ----------- | ------------- | ------- | --------------- | ------- |
| 1. (5. Mai) | Adolf Schärf  | SPÖ     | 2.258.255       | 51,12 % |
| 1. (5. Mai) | Wolfgang Denk | ÖVP/FPÖ | 2.159.604       | 48,88 % |

### Details 1963
| Wahlgang       | Kandidat     | Partei1 | gültige Stimmen | Anteil  |
| -------------- | ------------ | ------- | --------------- | ------- |
| 1. (28. April) | Adolf Schärf | SPÖ     | 2.473.349       | 55,40 % |
| 1. (28. April) | Julius Raab  | ÖVP     | 1.814.125       | 40,64 % |
| 1. (28. April) | Josef Kimmel | EFP     | 176.646         | 3,96 %  |

### Details 1965
| Wahlgang     | Kandidat       | Partei1 | gültige Stimmen | Anteil  |
| ------------ | -------------- | ------- | --------------- | ------- |
| 1. (23. Mai) | Franz Jonas    | SPÖ     | 2.324.436       | 50,69 % |
| 1. (23. Mai) | Alfons Gorbach | ÖVP     | 2.260.888       | 49,31 % |

### Details 1971
| Wahlgang       | Kandidat      | Partei1 | gültige Stimmen | Anteil  |
| -------------- | ------------- | ------- | --------------- | ------- |
| 1. (25. April) | Franz Jonas   | SPÖ     | 2.487.239       | 52,78 % |
| 1. (25. April) | Kurt Waldheim | ÖVP     | 2.224.809       | 47,22 % |

### Details 1974
| Wahlgang      | Kandidat             | Partei1 | gültige Stimmen | Anteil  |
| ------------- | -------------------- | ------- | --------------- | ------- |
| 1. (23. Juni) | Rudolf Kirchschläger | SPÖ     | 2.392.367       | 51,66 % |
| 1. (23. Juni) | Alois Lugger         | ÖVP     | 2.238.470       | 48,34 % |

### Details 1980
| Wahlgang     | Kandidat             | Partei1 | gültige Stimmen | Anteil  |
| ------------ | -------------------- | ------- | --------------- | ------- |
| 1. (18. Mai) | Rudolf Kirchschläger | SPÖ/ÖVP | 3.538.748       | 79,86 % |
| 1. (18. Mai) | Willfried Gredler    | FPÖ     | 751.400         | 16,96 % |
| 1. (18. Mai) | Norbert Burger       | NDP     | 140.741         | 3,18 %  |

### Details 1986
| Wahlgang     | Kandidat            | Partei1 | gültige Stimmen | Anteil  |
| ------------ | ------------------- | ------- | --------------- | ------- |
| 1. (4. Mai)  | Kurt Waldheim       | ÖVP     | 2.343.463       | 49,65 % |
| 1. (4. Mai)  | Kurt Steyrer        | SPÖ     | 2.061.104       | 43,67 % |
| 1. (4. Mai)  | Freda Meissner-Blau | Grüne   | 259.689         | 5,50 %  |
| 1. (4. Mai)  | Otto Scrinzi        | FPÖ     | 55.724          | 1,18 %  |
| 2. (8. Juni) | Kurt Waldheim       | ÖVP     | 2.464.787       | 53,91 % |
| 2. (8. Juni) | Kurt Steyrer        | SPÖ     | 2.107.023       | 46,09 % |

### Details 1992
| Wahlgang       | Kandidat         | Partei1 | gültige Stimmen | Anteil  |
| -------------- | ---------------- | ------- | --------------- | ------- |
| 1. (26. April) | Rudolf Streicher | SPÖ     | 1.888.599       | 40,66 % |
| 1. (26. April) | Thomas Klestil   | ÖVP     | 1.728.234       | 37,20 % |
| 1. (26. April) | Heide Schmidt    | FPÖ     | 761.390         | 16,39 % |
| 1. (26. April) | Robert Jungk     | Grüne   | 266.954         | 5,75 %  |
| 2. (24. Mai)   | Thomas Klestil   | ÖVP     | 2.528.006       | 56,89 % |
| 2. (24. Mai)   | Rudolf Streicher | SPÖ     | 1.915.380       | 43,11 % |

### Details 1998
| Wahlgang       | Kandidat          | Partei1          | gültige Stimmen | Anteil  |
| -------------- | ----------------- | ---------------- | --------------- | ------- |
| 1. (19. April) | Thomas Klestil    | unabhängig       | 2.644.034       | 63,42 % |
| 1. (19. April) | Gertraud Knoll    | unabhängig       | 566.551         | 13,59 % |
| 1. (19. April) | Heide Schmidt     | LIF              | 464.625         | 11,14 % |
| 1. (19. April) | Richard Lugner    | Die Unabhängigen | 413.066         | 9,91 %  |
| 1. (19. April) | Karl Walter Nowak | Die Neutralen    | 81.043          | 1,94 %  |

### Details 2004

Ergebnisse nach Bundesländern – Wahl 2004

| Wahlgang       | Kandidat               | Partei1 | gültige Stimmen | Anteil  |
| -------------- | ---------------------- | ------- | --------------- | ------- |
| 1. (25. April) | Heinz Fischer          | SPÖ     | 2.166.690       | 52,39 % |
| 1. (25. April) | Benita Ferrero-Waldner | ÖVP     | 1.969.326       | 47,61 % |

### Details 2010
| Wahlgang       | Kandidat           | Partei1          | gültige Stimmen | Anteil  |
| -------------- | ------------------ | ---------------- | --------------- | ------- |
| 1. (25. April) | Heinz Fischer      | unabhängig (SPÖ) | 2.508.373       | 79,33 % |
| 1. (25. April) | Barbara Rosenkranz | FPÖ              | 481.923         | 15,24 % |
| 1. (25. April) | Rudolf Gehring     | CPÖ              | 171.668         | 5,43 %  |

### Details 2016

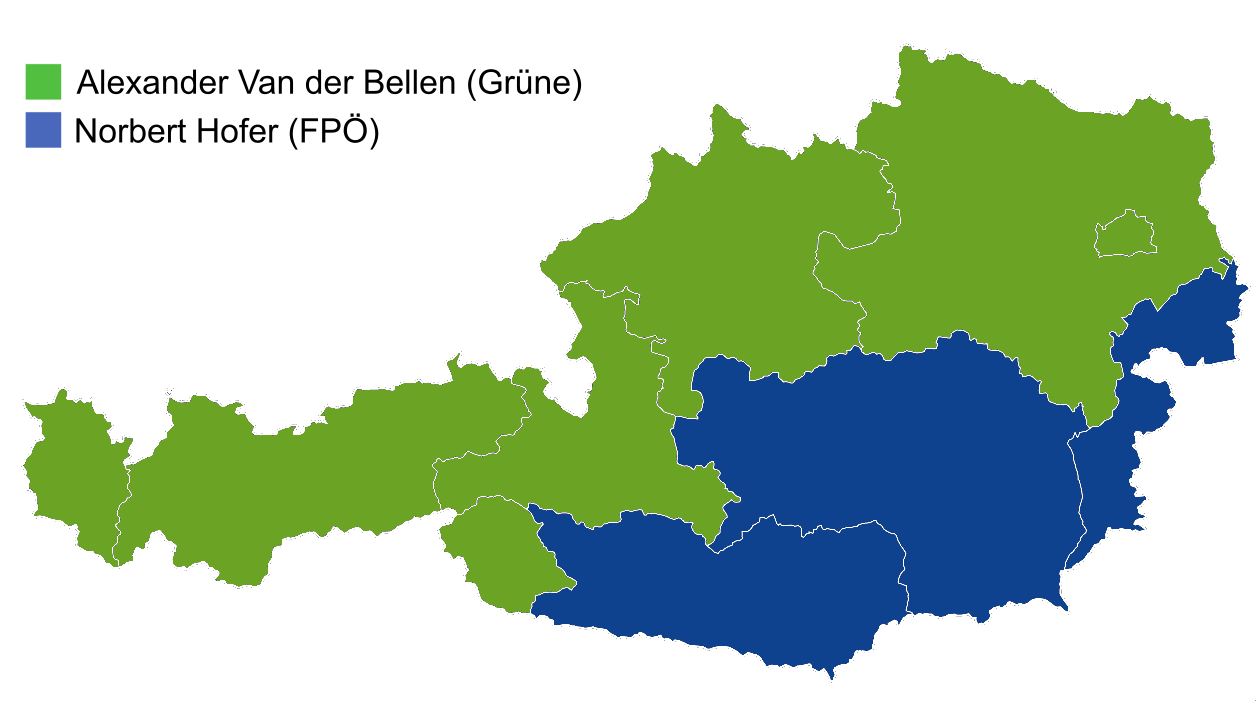
Ergebnisse der Wiederholung der Stichwahl auf Landesebene

Ergebnisse der Wiederholung der Stichwahl auf Bezirksebene

| Wahlgang                                   | Kandidat                 | Partei1            | gültige Stimmen | Anteil  |
| ------------------------------------------ | ------------------------ | ------------------ | --------------- | ------- |
| 1. (24. April)                             | Norbert Hofer            | FPÖ                | 1.499.971       | 35,05 % |
| 1. (24. April)                             | Alexander Van der Bellen | unabhängig (Grüne) | 913.218         | 21,34 % |
| 1. (24. April)                             | Irmgard Griss            | unabhängig         | 810.641         | 18,95 % |
| 1. (24. April)                             | Rudolf Hundstorfer       | SPÖ                | 482.790         | 11,28 % |
| 1. (24. April)                             | Andreas Khol             | ÖVP                | 475.767         | 11,12 % |
| 1. (24. April)                             | Richard Lugner           | unabhängig         | 96.783          | 2,26 %  |
| 2. (22. Mai)2                              | Alexander Van der Bellen | unabhängig (Grüne) | 2.251.517       | 50,35 % |
| 2. (22. Mai)2                              | Norbert Hofer            | FPÖ                | 2.220.654       | 49,65 % |
| 2. (Wiederholung; 2. Oktober 4. Dezember)3 | Alexander Van der Bellen | unabhängig (Grüne) | 2.472.892       | 53,79 % |
| 2. (Wiederholung; 2. Oktober 4. Dezember)3 | Norbert Hofer            | FPÖ                | 2.124.661       | 46,21 % |

### Details 2022

Ergebnisse der Wahl auf Gemeindeebene

| Wahlgang        | Kandidat                          | Partei1            | gültige Stimmen | Anteil  |
| --------------- | --------------------------------- | ------------------ | --------------- | ------- |
| 1. (9. Oktober) | Alexander Van der Bellen          | unabhängig (Grüne) | 2.299.590       | 56,69 % |
| 1. (9. Oktober) | Walter Rosenkranz                 | FPÖ                | 717.097         | 17,68 % |
| 1. (9. Oktober) | Dominik Wlazny (alias Marco Pogo) | Bierpartei         | 337.010         | 8,31 %  |
| 1. (9. Oktober) | Tassilo Wallentin                 | parteilos          | 327.214         | 8,07 %  |
| 1. (9. Oktober) | Gerald Grosz                      | parteilos          | 225.942         | 5,57 %  |
| 1. (9. Oktober) | Michael Brunner                   | MFG                | 85.465          | 2,11 %  |
| 1. (9. Oktober) | Heinrich Staudinger               | parteilos          | 64.411          | 1,59 %  |